# Verwaltungsgemeinschaft Ohlstadt
Die Verwaltungsgemeinschaft Ohlstadt liegt im oberbayerischen Landkreis Garmisch-Partenkirchen und wird von folgenden Gemeinden gebildet:
1. Eschenlohe, 1552 Einwohner, 55,04 km²
2. Großweil, 1585 Einwohner, 22,03 km²
3. Ohlstadt, 3368 Einwohner, 41,17 km²
4. Schwaigen, 642 Einwohner, 23,57 km²

Sitz der Verwaltungsgemeinschaft ist Ohlstadt.